# گرمابه راه ری
گرمابه راه ری مربوط به دوره قاجار است و در قزوین، خیابان راه آهن، پشت آب انبار سردار واقع شده و این اثر در تاریخ ۱۱ مرداد ۱۳۸۴ با شمارهٔ ثبت ۱۲۶۰۳ به‌عنوان یکی از آثار ملی ایران به ثبت رسیده است.